# ПФК "Шамкир"
ПФК «Шамки́р» (азерб. Şəmkir Peşəkar Futbol Klubu — Şəmkir PFK ) — азербайджанский футбольный клуб из одноимённого города. Был основан в 2013 году.

## История
Клуб основан в 2013 году в городе Шамкир под названием футбольный клуб «Гала». Это слово означает «Крепость» 
на азербайджанском языке.
В сезоне 2022/23 выступал в Региональной лиге Азербайджана по футболу. Летом 2023 года футбольный клуб «Гала» сменил название на профессиональный футбольный клуб (ПФК) «Шамкир» и начал выступать в третьей по значимости лиге, во Второй Лиге Азербайджана по футболу.
Не является преемником бывшего клуба «Шамкир» (ФК «Шамкир»), который выступал в Первой лиге (бывший Первый дивизион Азербайджана по футболу) и был расформирован в 2017 году. В названии нынешнего клуба было добавлено аббревиатура ПФК (профессиональный футбольный клуб) чтобы отличить от расформированного клуба представлявший одноимённый город.
15 ноября 2024 года контракт с главным тренером ПФК «Шамкир» Джейхуном Ахмедовым был расторгнут по взаимному согласию сторон.
Вугар Надиров, покинувший пост главного тренера представителя Второй лиги «Гиперс Губа» 14 ноября, 16 ноября был назначен главным тренером ПФК «Шамкир».